# Dům kultury Poklad
Dům kultury Poklad se nachází na konci Alšovy ulice v jižní části Ostravy-Poruby. Je to hlavní kulturní a společenské centrum této části Ostravy. V roce 2009 byl kulturní dům Poklad Ministerstvem kultury České republiky prohlášen kulturní památkou ČR.

## Historie
Vybudován byl v rámci rozvoje tzv. Nové Ostravy (Poruby) v druhé polovině 50. let. Projekt byl vypracován v letech 1957–1958 Státním projektovým ústavem pro výstavbu měst a vesnic v Ostravě. Samotné stavební práce pak byly zahájeny roku 1958 a trvat měly podle plánu 2 roky; kvůli obtížím s výstavbou však byl dům kultury slavnostně otevřen až v prosinci 1961. Dům kultury sloužil státnímu podniku Výstavba ostravsko-karvinských dolů (VOKD). Během následujících dekád byl Dům kultury upravován a přestavován; v 90. letech pak v souvislosti s nástupem tržních mechanismů asi nejvíce, neboť celá řada prostor se musela uzpůsobit potřebám trhu – tedy k pronajímání různým umělcům. 
V roce 2016 započala rekonstrukce, která nezahrnovala opravu vnějšího amfiteátru (letního kina). Po devíti letech byla oprava dokončena a v srpnu 2021 byl otevřen. V Pokladu je mimo jiné malé kino pro 74 diváků.

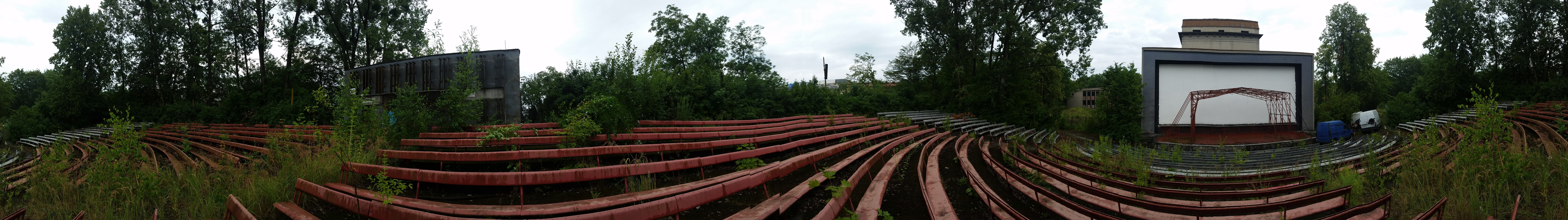
Stav amfiteátru letního kina DK Poklad v červenci 2016 (před začátkem rekonstrukce)

## Architektura

### Exteriér
Kulturní dům byl postaven podle projektu architektů Jiřího Petrusiaka, Čeňka Vorla a Františka Michališe v roce 1958 v klasicizujícím stylu s tzv. Bruselského stylu. Železobetonový skelet objektu je postaven na půdorysu T ukončen plochou střechou. Budova se skládá ze tří křídel. Hlavní budova má tři patra s hlavním vstupem v rizalitu a dvěma postranními jednopatrovými křídly s bočními vstupy. V ose hlavního průčelí je plastika se sousoším horníka, hutníka a plánovače Nový věk od sochaře Jana Kavana. Plocha středního křída a boční rizality jsou obloženy přírodním kamenem.

### Interiér
V hlavní vstupní hale je na mramorovém podstavci bronzová plastika ženy od Konráda Babraje  z roku 1960. V pravém křídle je umístěna figurální mozaika. Na bočních schodištích jsou skleněné figurální reliéfy od Stanislava Libenského a Jaroslavy Brychtové. V druhém podlaží střední části je hlediště pro 480 osob. Ve třetím podlaží je posluchárna pro 100 osob (přestavěna na malé kino). Ve čtvrtém podlaží je strojovna, vzduchotechnika, výstupové otvory a ochozy nad jevištěm. V pravém křídle je taneční sál a další prostory.